# Forever (1991)
Per sempre, na Itália, ou Forever, no Brasil, é um filme ítalo-brasileiro de 1991, do gênero drama, dirigido por Walter Hugo Khouri.

## Sinopse
Berenice investiga a vida amorosa do pai, um rico e poderoso empresário, para sentir-se mais perto dele. Com a investigação, a relação entre eles passa por um forte clima de sedução.

## Elenco
- Ben Gazzara ....  Marcelo Rondi
- Eva Grimaldi ....  Berenice Rondi
- Gioia Scola
- Janet Agren
- Corinne Clery
- Vera Fischer
- Cecil Thiré
- John Herbert
- Carlos Koppa
- Renato Master
- Pedro Paulo Hatheyer
- Ana Paula Arósio
- Cláudio Curi

## Prêmios
Vencedor do troféu APCA (Associação Paulista de Críticos de Arte) na categoria de melhor diretor para Walter Hugo Khouri.

## Curiosidades
- Forever marca a estreia de Ana Paulo Arósio no cinema.